# Fiamme funeste
Fiamme funeste è un film diretto da Guido Brignone e prodotto nel 1916 dalla Volsca Films, con Lola Visconti Brignone e Arturo Falconi.